# Leucotheidae
Famille
Synonymes
- Eucharidae Chun, 1880[2]
- Leucothoeae Lesson, 1843[2]

Les Leucotheidae sont une famille de cténophores de l'ordre des Lobata.

## Liste des genres
Selon World Register of Marine Species (11 octobre 2019) :
- genre Eucharis (genre vidé)
- genre Leucothea Mertens, 1833